# Манчестер (аэропорт)
Манчестерский аэропорт (англ. Manchester Airport) (ИАТА: MAN, ИКАО: EGCC) — главный аэропорт Манчестера, Великобритания. Был открыт в июне 1938 года, первоначальное название — Аэропорт Рингвэй (англ. Ringway Airport). Во время Второй мировой войны носил название RAF Ringway, с 1975 по 1986 — Международный аэропорт Манчестера. Расположен на границе Чешира и Манчестера в графстве Большой Манчестер.
В аэропорту функционируют две параллельные взлётно-посадочные полосы, вторая начала работу в 2001 и стоила 72 млн ф. ст. В аэропорту есть три смежных терминала и железнодорожная станция. Аэропорт принадлежит Manchester Airports Group (MAG), которая контролируется десятью советами графств Большой Манчестер и является крупнейшим владельцем аэропортов в Великобритании.
Манчестерский аэропорт обладает лицензией Аэродрома общественного пользования (номер P712), которая позволяет отправлять и принимать рейсы, перевозящие пассажиров на регулярной основе, а также на обучение пилотов.
Манчестерский аэропорт — четвёртый по загруженности аэропорт в Великобритании (после Хитроу, Гатвика и Станстеда). По пассажирообороту Манчестерский аэропорт занимал 48-е место в мире в 2005, опустившись с 45-го в 2004. В 2006 в Манчестерском аэропорту было произведено 234 835 взлётов-посадок, в том числе 213 100 общественных пассажирских перевозок (третий по объёму в Великобритании после Хитроу и Гатвика).

## История

### Довоенное время
Рождение аэропорта может быть датировано и ранее 1934, когда был выбран новый участок для строительства аэродрома. 25 Июля 1934 городской совет Манчестера проголосовал за выделение участка около окружной дороги для строительства аэропорта. Строительство началось 28 ноября 1935 и было завершено в начале лета 1938. Аэропорт был открыт и принял первый регулярный рейс, Douglas DC-2 авиакомпании KLM из Амстердама. Аэропорт в это время назывался Рингвэй, названный по окружной дороге, около которой он находился. Довоенные KLM были единственным международным оператором аэропорта, рейсы совершались с промежуточной посадкой в Донкастере.

### Вторая мировая война
Строительство авиабазы Королевских ВВС началось в 1939 в северо-восточной части лётного поля. RAF Ringway использовалась и как операционная база, и как учебная. Главным пользователем была Парашютная школа No.1 , которая подготовила более 60 000 парашютистов. Северо-западная часть лётного поля использовалась британским авиапроизводителем Fairey Aviation, который построил, усовершенствовал и испытал более чем 4000 самолётов нескольких типов. Весной 1939 года Avro стал использовать построенный в 1938 главный ангар для сборки и испытаний опытных образцов бомбардировщиков Avro Manchester, Avro Lancaster и Avro Lincoln. Три южных ангара были построены в 1942-43 гг. и использовались для сборки военного транспортного самолёта Avro York.

### Послевоенное развитие
После войны аэропорт быстро рос, и к 1953 году обслуживал 200 000 пассажиров ежегодно. В 1972 аэропорт был переименован к Манчестерский международный аэропорт, и в 1980-х стал «международными воротами», получив разрешение на обслуживание прямых дальнемагистральных рейсов. В связи с увеличением пассажирооборота возникла необходимость строительства второго терминала: комплекс аэропорта связали с автотрассой, к аэропорту была проложена железная дорога.
Планируется, что через несколько лет Манчестерский аэропорт будет принимать Airbus A380, для этого делаются необходимые усовершенствования.

### Изменение параметров взлётно-посадочной полосы
7 июня 2007 в 00:00 UTC было изменено направление взлётно-посадочной полосы Манчестерского аэропорта относительно магнитных направлений компаса. Предыдущие направления взлётно-посадочных полос были 056° и 236°, соответственно их названия были 06L/24R и 06R/24L соответственно. Новые направления взлётно-посадочных полос — 054° и 234° с новыми названиями 05L/23R и 05R/23L соответственно.

### Планы расширения аэропорта
Как часть общего правительственного плана развития аэропортов Великобритании, опубликован мастер-план развития Манчестерского аэропорта до 2030 года. Снос старых строений (таких как старые склады) к востоку от Терминала 3 уже начался, на их месте будет находиться новый перрон и рулёжная дорожка к взлётно-посадочной полосе 23R/05L. Планом предусмотрена серьёзная реконструкция Терминалов 1 и 3, предложено расширение Терминала 3 к востоку. Терминал 2 будет расширен на запад, увеличится количество выходов и площадь перрона. Также планируется строительство отдалённого терминала-спутника.
Также будет построена полноразмерная параллельная рулёжная дорожка к полосе 23L/05R, увеличится количество точек пересечения с 23R/05L. В мастер-плане декларируется строительство инфраструктуры для обслуживания бюджетных авиакомпаний, однако не уточняется, какими они будут.
В ходе реставрации Терминала 1 предполагается строительство новой башни контрольно-диспетчерского пункта.
Пожарное депо в северной части лётного поля становится устаревшим и дорогим в обслуживании, а также находится на пути будущих перрона и рулёжной дорожки, поэтому оно планируется к сносу, а новое депо будет построено недалеко от первого здания. Значительная часть этих изменений может быть начата или уже завершена к 2015. Несмотря на эти большие запланированные изменения, строительство третьей полноразмерной взлётно-посадочной полосы до 2030 года не предполагается.

## Всемирный хаб
Аэропорт обслуживает большое количество регулярных рейсов во все стороны мира от 85 авиакомпаний. Основными североамериканскими перевозчиками в аэропорту Манчестера являются American Airlines и Delta Air Lines из США, а также Air Canada, Air Transat и Zoom Airlines из Канады. Английские компании, работающие на североамериканском направлении — Virgin Atlantic Airways и British Airways. Singapore Airlines, Emirates Airline, Pakistan International Airlines, Air Blue, Qatar Airways, Etihad Airways, Libyan Airlines, Saudi Arabian Airlines и Syrian Arab Airlines — крупнейшие перевозчики из Манчестера на азиатских направлениях. Манчестерский аэропорт — международный хаб для BMI, которая обслуживается в Терминале 3. Чартерные авиакомпании MyTravel, Thomas Cook и Thomsonfly используют Манчестерский аэропорт как основную базу. Аэропорт Манчестера является также хабом для Flybe, Jet2.com, bmibaby, British Airways, Virgin Atlantic Airways и Pakistan International Airlines. Ряд других британских авиакомпаний также имеют сильное присутствие.
Манчестерский аэропорт является отправной точкой для рейсов в 225 направлениях, что больше, чем для аэропортов Хитроу и Гатвик: Хитроу обслуживает 180 направлений; Гатвик — около 200 (однако оба лондонских аэропорта обслуживают бо́льшее количество рейсов и пассажиров, чем Манчестерский аэропорт). Многие из международных маршрутов из Манчестера являются чартерными, некоторые — сезонными.
Манчестерский аэропорт предлагает больше направлений, чем некоторые из крупнейших аэропортов США, таких как Нью-Йорк, Чикаго и Даллас, однако меньше, чем крупнейшие мировые хабы — Атланта, Франкфурт и Амстердам, каждый из которых обслуживает более 250 направлений. Тем не менее, аэропорт Манчестера обслуживает больше международных направлений, чем Атланта и Франкфурт (но не Амстердам), хотя общее количество обслуженных пассажиров у него меньше.

## Пассажирооборот
Манчестер — четвёртый по пассажирообороту аэропорт в Великобритании и самый крупный по пассажирообороту нестоличный аэропорт Великобритании. За двенадцать месяцев 2006 года, через аэропорт Манчестера прошли 22,12 млн пассажиров, больше пассажиров в Великобритании обслужили только Хитроу, Гатвик и Станстед. В 2006 году в аэропорту Манчестера рост пассажирооброта составил 0,2 %, в то время как средний показатель роста по Великобритании составил 3,0 %, а в Европе в целом — 6,4 %.
В 2007 происходило постоянное сокращение пассажирооборота, пассажирооборот составил 21,89 млн человек, с конечном счёте снижение составило 1,0 %. В среднем пассажирооборот британских аэропортов в 2007 году увеличился на 2,2 %.
В 2006 Манчестерский аэропорт был 22-м в мире по количеству международных пассажиров (17-м в 2005).
Последний долгосрочный план развития аэропорта, опубликованный в июле 2006, предсказывает увеличение рост пассажирооборота до 38 млн в год к 2015 году. Это соответствует среднему росту с 2007 до 2015 на 7,1 % в год. Дальнейшее увеличение планируется до 50 млн пассажиров в год к 2030. Руководство аэропорта исследует возможности обслуживания такого трафика.

## Инциденты, связанные с безопасностью аэропорта

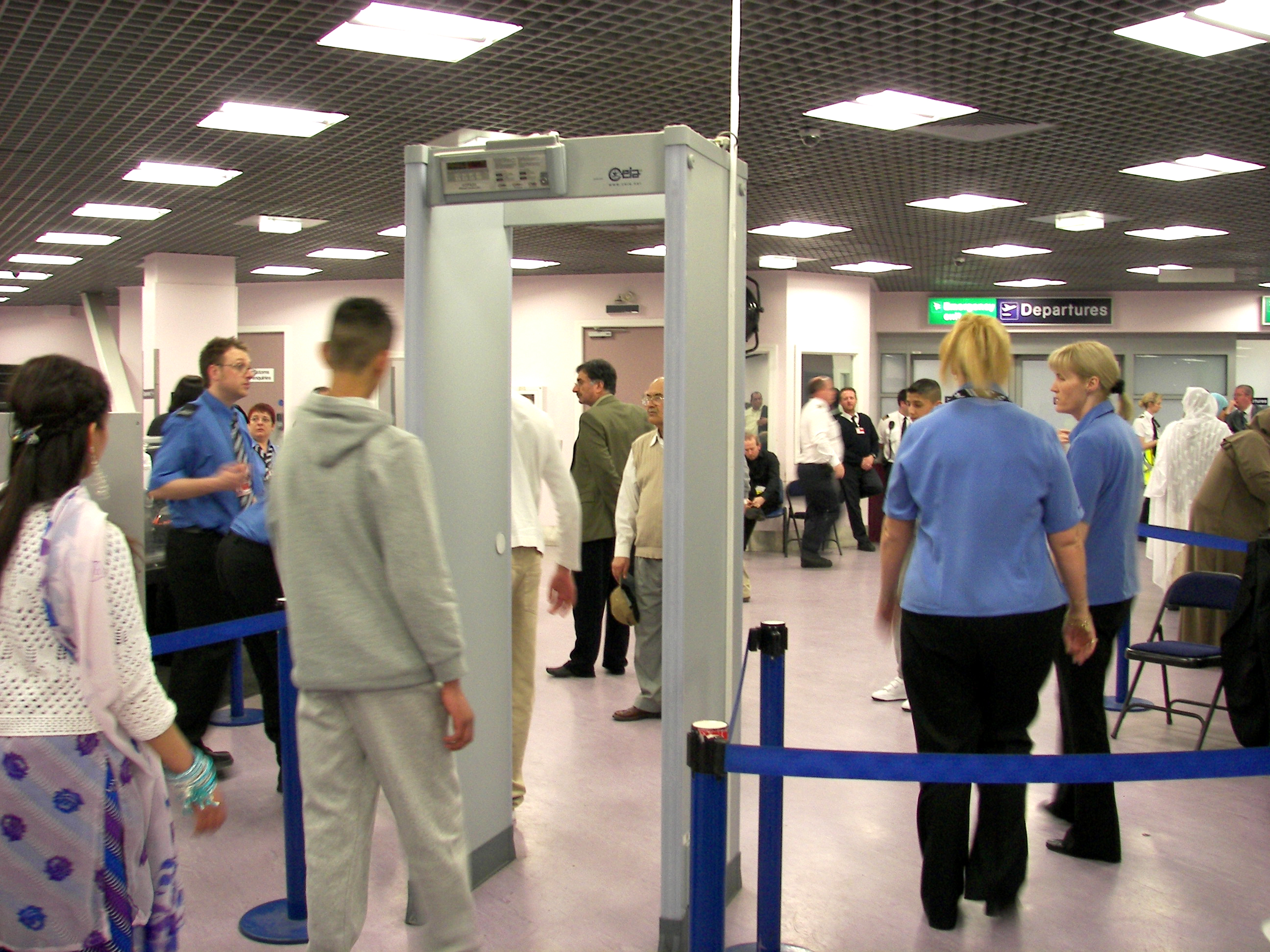
Пассажиры проходят службу безопасности Терминала 2

Манчестерский аэропорт находится под охраной полиции Большого Манчестера. В последние годы в аэропорту произошло несколько инцидентов, связанных с безопасностью. В частности:
- в 2002 через службу безопасности в самолёт успешно были пронесены муляжи бомб и имитаторы взрывчатых веществ, и огнестрельное оружие[10];
- 6 июня 2006 21-летний Аабид Хассэйн Хан из Западного Йоркшира и 16-летний мальчик были арестованы в аэропорту и позднее обвинены в терроризме[11];
- в августе 2014 на подлёте к Манчестеру один из пассажиров рейса Qatar Airways сообщил стюардессе, что у него есть взрывное устройство. Пассажирам об инциденте не сообщалось. В воздух были подняты истребители британских ВВС для сопровождения и посадки самолёта в аэропорту Манчестера. Взрывного устройства у пассажира не обнаружили, а сам он сообщил, что «просто хотел пошутить». Был арестован и препровождён в полицейский участок. Имя не сообщалось. Аэропорт был закрыт для взлёта и посадки самолётов в течение 30 минут.

## Терминалы и авиакомпании

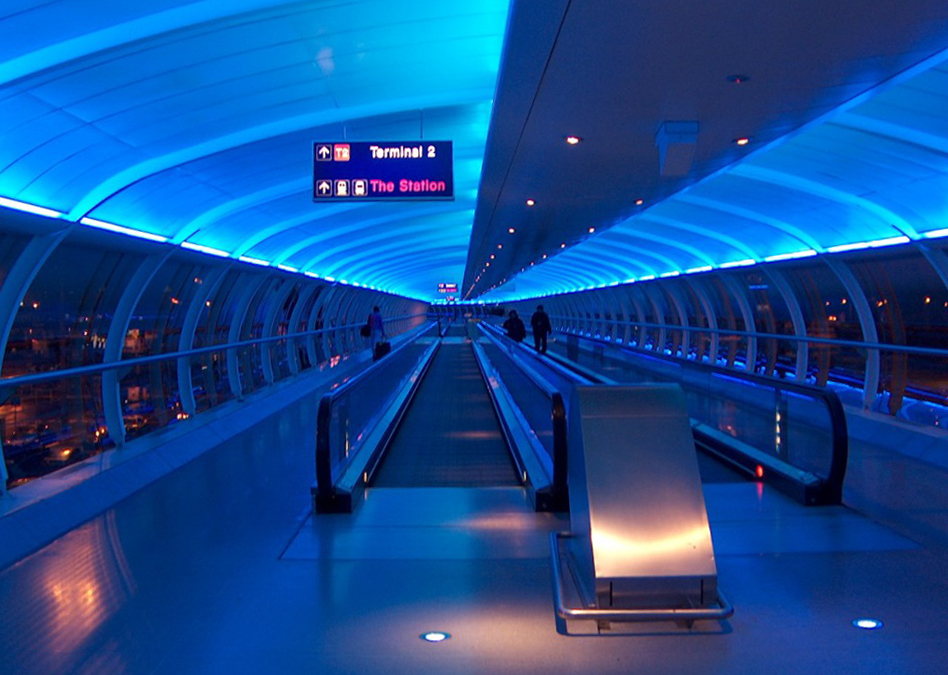
Мостовой переход Терминала 1 Skybridge

В Манчестерском аэропорту находится три соединённых друг с другом терминала, что даёт возможность пассажирам перемещаться между всеми терминалами не выходя на улицу. Терминалы 1 и 3 расположены в одном здании. Терминалы 1 и 2 связаны крытым переходом с траволаторами, которые облегчают пассажирам длинный переход. Крытый переход также соединяет терминалы с железнодорожной станцией (где располагается несколько магазинов и сервисных пунктов) и гостиницей Radisson.

### Терминал 1
В Терминале 1 обслуживаются международные рейсы, как регулярных, так и чартерных операторов. Он является базовым для MyTravel Airways, Thomas Cook Airlines и Jet2.com. В терминале 24 выходов, 18 из которых оборудованы телетрапами. Открытый в 1962, Терминал неоднократно расширялся и модернизировался со времени открытия. Пропускная способность терминала на сегодняшний день — 9 млн пассажиров в год. В настоящее время Терминал 1 модернизирует систему безопасности, проводится ещё ряд усовершенствований, которые должны быть завершены летом 2009.
| Авиакомпании |
| --- |
| - Aer Arann - Aer Lingus - Air Canada - Air Transat - AMC Airlines - Atlasjet - Aurigny Air Services - BH Air - City Airline - Cyprus Airways - Cyprus Turkish Airlines - Etihad Airways - Eurocypria - EuroManx - Finnair - Futura International Airways - Icelandair - Jet2.com - Libyan Airlines - Lufthansa - Lufthansa Regional - MyTravel - Ryanair - Scandinavian Airlines - Swiss International Air Lines - Thomas Cook Airlines - TUIfly - Turkish Airlines |

### Терминал 2

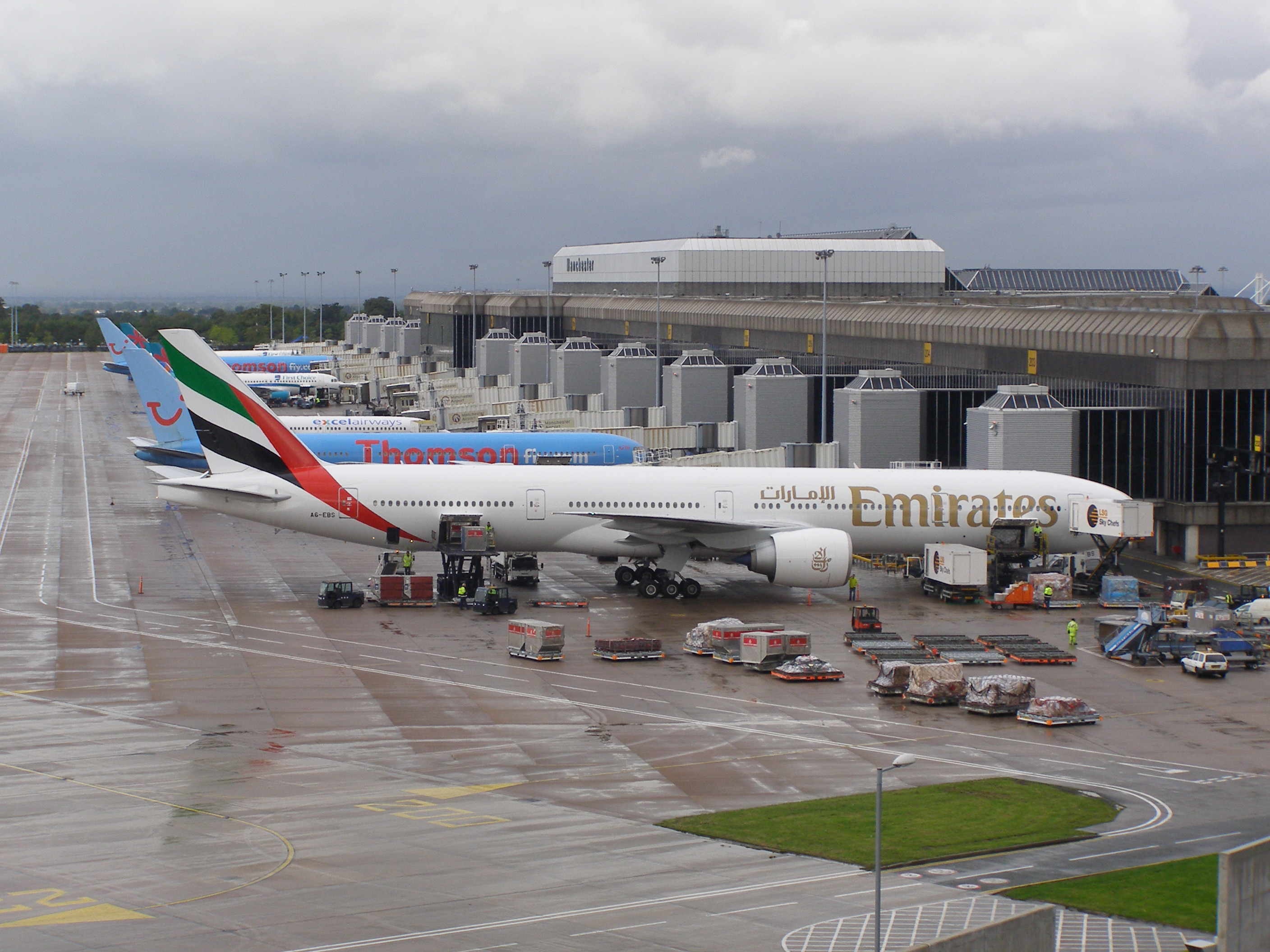
Терминал 2

Терминал 2 используется в большей мере дальнемагистральными и чартерными авиакомпаниями. Он был открыт в 1993 и является вторым международным терминалом, обслуживая многие регулярные европейские и трансконтинентальные рейсы. Терминал 2 обслуживает ряд крупных регулярных авиакомпаний, таких как Air France, KLM и Air Malta. В Терминале 2 базируются такие чартерные авиакомпании как Thomsonfly, сильное присутствие имеют Pakistan International Airlines и Virgin Atlantic Airways. В Терминале 2 15 выходов, 14 из которых оборудованы телетрапами. Существует возможность экстенсивного расширения Терминала 2, которое позволит увеличить пропускную способность Терминала, составляющую на сегодняшний день 7,8 млн пассажиров в год. Это дело будущего, реализация проекта займёт несколько лет.
| Авиакомпании |
| --- |
| - Adria Airways - Air Atlanta Icelandic - Airblue - Air France - Air Malta - Astraeus - Belavia - BritishJET - Bulgaria Air - Czech Airlines - Delta Air Lines - Emirates - Flyglobespan - KLM Royal Dutch Airlines - KLM Cityhopper - LTE International Airways - Luxor Air - Onur Air - Pakistan International Airlines - Pegasus Airlines - Qatar Airways - Saudi Arabian Airlines - Singapore Airlines - Syrian Arab Airlines - Thomsonfly - Virgin Atlantic Airways - Zoom Airlines |

### Терминал 3
Терминал 3, который некоторое время носил название Терминал 1 — British Airways, был открыт принцессой Дианой в мае 1989. British Airways были первой авиакомпанией, которая использовала терминал как хаб для сервиса BA Connect. Сегодня основными авиакомпаниями в терминале являются Flybe, British Airways, American Airlines, bmibaby и региональные авиакомпании. В терминале 18 выходов, 14 из них оборудованы телетрапами. Терминал 3 расширяется для увеличения пропускной способности, которая на сегодняшний день составляет 5,0 млн пассажиров в год.
| Авиакомпании                                                                                                  |
| --- |
| - Air Southwest - American Airlines - bmibaby - British Airways - Brussels Airlines - Eastern Airways - Flybe |

## Всемирный Грузовой Терминал

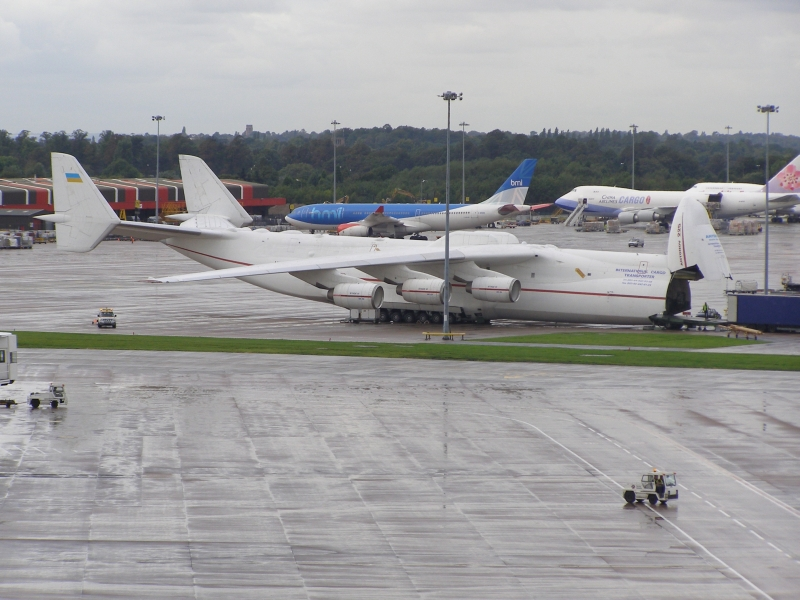
Ан-225 в Манчестерском Аэропорту в 2006

В течение 2006 года в Манчестерском аэропорту было обработано 150 300 тонн груза и почты, что всего на 0,4 % выше аналогичного показателя предыдущего года. Рост грузооборота возобновился, и в октябре 2007 был установлен новый рекорд аэропорта — 16 326 тонн за месяц.
К 2015 ожидается, что грузооборот составит около 250 000 тонн в год. Крупнейшие рынки грузовых перевозок аэропорта Манчестера — Дальний Восток и Северная Америка. Дальний Восток — важнейший источник потока импорта для аэропорта, Северная Америка — ключевое направление для экспорта. Главный аэропорт, с которым осуществляется грузовое сообщение — Гонконг, Cathay Pacific Cargo выполняет еженедельно 12 рейсов туда и обратно.
В сентябре 2007 Аэрофлот открыл прямой грузовой рейс между Россией и Великобританией.
Аэропорт в среднем обслуживает 6 грузовых Boeing 747 ежедневно. Грузовые авиакомпании, совершающие рейсы в Манчестер:
- Aeroflot-Cargo
- Air China Cargo
- Air Contractors
- Cathay Pacific Cargo
- China Airlines Cargo
- Fedex
- Great Wall Airlines
- Jett8 Airlines Cargo
- Libyan Arab Air Cargo
- MNG Cargo Airlines

## Планируют обслуживаться авиакомпании
- Air China
- Air Sylhet
- Canadian Affair
- Oasis Hong Kong Airlines
- Royal Bengal Airline

## Транспорт

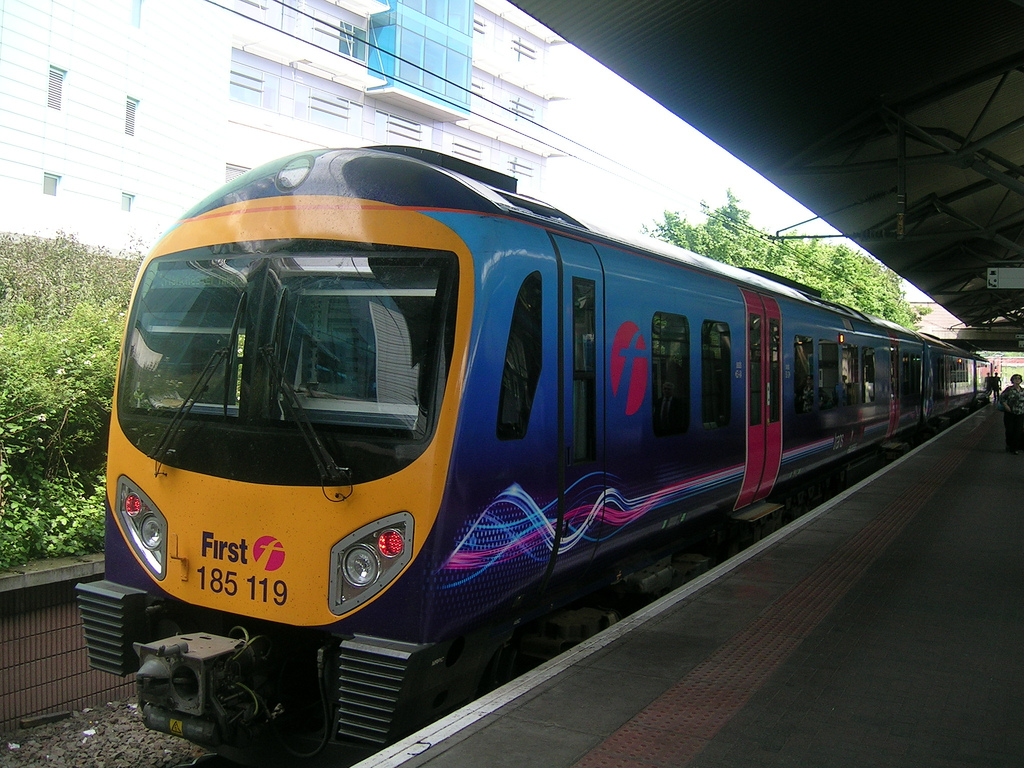
Поезд Class 185 TransPennine Express, прибывающий на железнодорожную станцию Манчестерский аэропорт

Аэропорт находится приблизительно в 20 минутах езды от центра Манчестера. Трасса M56 — главный автомобильный путь, соединяющий аэропорт с Манчестером и окрестностями. Существуют также дороги, идущих из аэропорта на север (Визеншейв) и запад (Хилд Грин). Трасса M56/A538 ведёт во Всемирный Грузовой Терминал, в западную часть аэропорта. Трасса A538 расположена с востока на запад, направляясь в города Альтрингам и Вилмслоу.
Стоянки такси расположены около каждого из трёх терминалов. Пассажиры, приезжающие в аэропорт, могут парковать машины на склонах в стороне от терминалов, однако если водитель подвозит пассажиров, аэропорт требует, чтобы автомобиль парковался хотя бы на кратковременных платных автостоянках.
Долговременные автостоянки также расположены на территории аэропорта и вне его.
Железнодорожная станция Манчестерский аэропорт расположена между Терминалами 1 и 2. Она связана с терминалами траволатором Скайлинк. Операторы поездов — Northern Rail или TransPennine Express, они идут на станцию Манчестер Пиккадили и рядом других железнодорожных станций северной Англии. В связи с увеличением числа пассажиров строится третья платформа станции.
Станция Манчестерский аэропорт также соседствует с автобусной станцией (см карту), автобусное сообщение соединяет аэропорт с населёнными пунктами Большого Манчестера, автобусы Skyline отправляются 24 часа в сутки к центру города с интервалом не менее 30 минут. Автобусы National Express соединяют аэропорт с городами Англии.
Планируется продление линий Manchester Metrolink (легкорельсового транспорта Манчестера) в аэропорт от станции Манчестер Пиккадили.

## Критика
С 1997 по 1999 протестующие против строительства второй взлётно-посадочной полосы организовывали три палаточных лагеря.
Во время строительства второй взлётно-посадочной полосы Манчестерского Аэропорта было застроено 0,4 км² зелёной зоны. Четыре здания, относящихся к культурному наследию, были перенесены на новое место, 20 млн фт.ст. было потрачено на экологические мероприятия. Тем не менее, оппоненты утверждают, что существующие естественные среды обитания были разрушены.
Юго-западное окончание новой ВВП находится недалеко от города Кнутсфорд и деревни Мобберли. Повысился уровень шумов в этих населённых пунктах от самолётов, пролетающих теперь ниже и ближе.
В 2007 Манчестерский Аэропорт хотел увеличить автомобильную стоянку на месте зелёной зоны в Стил. Однако, Совет графства Макклесфилд не дал разрешение на проектирование, выразив неудовольствие тем, что руководство аэропорта не развивает в достаточной мере общественный транспорт. (В настоящее время город Кнутсфорд и деревня Мобберли, находящиеся непосредственно под курсом полёта самолётов, не имеют никаких прямых транспортных связей с аэропортом.)

## Инциденты и авиакатастрофы
- 14 марта 1957 года Vickers Viscount 701 G-ALWE авиакомпании British European Airways из Амстердама разбился на подлёте к полосе 24 в Манчестерском аэропорту из-за отказа механизации крыла. Все 20 человек на борту, а также два человека на земле погибли.
- 1967 — Стокпортская авиакатастрофа — Canadair C-4 Argonaut потерпел крушение недалеко от Стокпорта 4 июня 1967 после потери мощности двигателя при подлёте к Манчестерскому аэропорту, погибло 72 человека.
- 1985 — Boeing 737—236 Advanced G-BGJL авиакомпании British Airtours — возгорание двигателя на ВПП привело к распространению огня на салон самолёта, в результате чего погибли 55 человек на борту.

- 1 марта 2005 на Boeing 777-200ER авиакомпании PIA, приземляющемся в Манчестерском Международном Аэропорту, был пожар. Экипаж и пассажиры были эвакуированы, а пожар потушен. Некоторые пассажиры получили незначительные травмы, самолёту были нанесён незначительный ущерб[17].

## Аттракционы

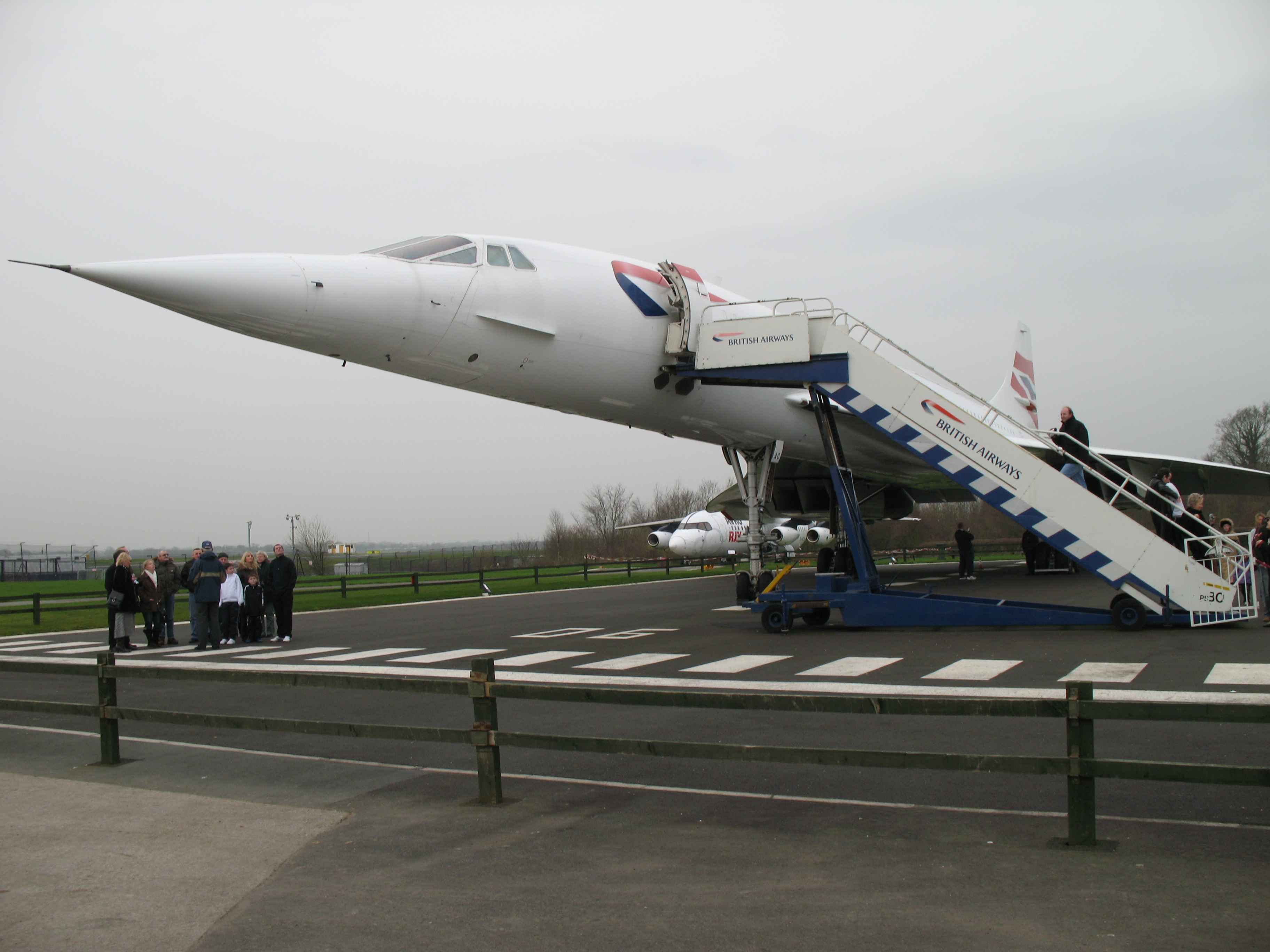
Конкорд в Парке Авиации

В Манчестерском Аэропорту было создано несколько смотровых площадок со времени открытия аэропорта в 1938. В 1960-70 гг. в связи с требованиями безопасности был ограничен доступ посетителей на верх пирсов. В мае 1997 был создан Парк Авиации (AVP), он расположен рядом с шоссе A538 на западной стороне лётного поля. Это лучшее место для споттинга в британских аэропортах. Посетители и споттеры могут рассмотреть самолёты, взлетающие и приземляющиеся на обеих взлётно-посадочных полосах, а также руление самолётов к и от взлётно-посадочных полос.
- Concorde British Airways G-BOAC — один из семи сверхзвуковых лайнеров британской авиакомпании, находится Парке Авиации, проводятся экскурсии на борт самолёта.
- Последний самолёт, произведённый в Великобритании, Avro RJX G-IRJX производства BAE Systems также является экспонатом музея.
- Фюзеляж Douglas DC-10 G-DMCA авиакомпании Monarch Airlines также представлен на обозрение публики, по предварительному заказу возможна экскурсия внутрь самолёта.
- Один из двух сохранившихся в мире Hawker Siddeley Trident 3B G-AWZK в ливрее BEA открыт для посещения в выходные дни с апреля по октябрь, билеты можно купить на территории Парка.

Хороший обзор взлётно-посадочных полос может быть получен с 'AVP', лучшее время — между 12:00 и 15:00, когда взлётно-посадочная полоса 23R/05L используется и для посадки, и для взлёта, это — наиболее близкое место для наблюдения. В Парке также работают кафе и магазин авиации, где можно приобрести книги, модели самолётов, различную сувенирную продукцию.
Крыша кратковременной автостоянки у Терминала 1 является ещё одной официальной площадкой для споттеров в течение последних 32 лет.